# جان فینچ
جان فینچ (انگلیسی: Jon Finch؛ ۲ مارس ۱۹۴۲ – ۲۸ دسامبر ۲۰۱۲) بازیگر اهل بریتانیا بود. از فیلم‌هایی که وی در آن نقش داشته است، می‌توان به قلمرو بهشت، جنون و مکبث اشاره کرد.